# Pavel Zajáček
Pavel Zajáček (* 29. června 1951, Modra) je slovenský dirigent, hudební skladatel a hráč na trombón.

## Stručný životopis
V letech 1968–1974 vystudoval konzervatoř v Žilině. V letech 1972–1984 vedl skupinu Za-ja-ce, se kterou absolvoval turné v zahraničí a účinkoval na festivalech (Bratislavská lyra, Slovenský festival politické písně v Martině, Hudební festival mladých v Bojnicích, Festival politické písně v Berlíně a jiné). Od roku 1976 byl členem Tanečního orchestru Československého rozhlasu v Bratislavě, později v roce 1977 se stal členem VV Systému Vlada Valoviče.
V letech 1987–1991 studoval na Vysoké škole múzických umění v Bratislavě.
Je autorem hudby k vícero písním. Jako autor se také zúčastnil festivalu populárních písní Bratislavská lyra :
- Jánska noc, 1978
- Keby som mal sestru, Lieky proti láske 1979
- Kde si slnko hľadá milenky, 1980
- Rozhovor v daždi, 1981
- Na dvanástom poschodí, 1983
- Moja prvá láska, 1984

S orchestrem pravidelně účinkoval v zábavně-hudebním programu, Ivana Krajíčka Repete. Od roku 1990 byl dirigentem Big Bandu Radio Bratislava. S Big Bandem vystoupil i na Bratislavských jazzových dnech ’92 v roce 1992. V roce 1993 absolvoval turné po Nizozemsku a Německu. V roce 1994 založil Orchester Pavla Zajáčka, se kterým účinkuje v programech Slovenské televize a Slovenského rozhlasu.
V roce 1998 hudebně spolupracoval na filmu Postmortem, v hlavní roli hrál Charlie Sheen. V červnu 2001 při příležitosti jeho kulatých narozenin proběhl v Koncertním studiu Slovenského rozhlasu koncert nazvaný Stále mi chutí žiť!. Hosty programu byli např.: Milan Markovič, Peter Lipa, Vašo Patejdl, Karol Malý, Robo Kazík, Lýdia Volejníčková, Peter Stašák, vokální skupina TREND, Dievčenský spevácky zbor Canens, skupina ZA-JA-CE, Orchester Pavla Zajáčka a jiní.
V roce 2006 se svým orchestrem (Orchester Pavla Zajáčka) vystoupil i v soutěži Superstar v Slovenské televizi. V roce 2006 zhudebnil Zajáček texty k původnímu slovenskému muzikálu Cudzinec (příběh starodávného izraelského proroka Elijáše). V tomto muzikálu dirigoval i orchestr.
V zahraničí vystupoval v Německu, Rakousku, Nizozemsku, na Kanárských ostrovech a jinde.

## Dílo
- Rapsódia pre motýľa
- Skladba pre deväť pozaunistov
- Intro
- Retro
- Zimný sen
- Fantázia pre orchester
- Štafeta
- Syntax II.
- Nálada
- Nostalgia

## Diskografie

### spoluúčast – hudební alba
- 2006 Skryl sa mesiac – Andrej Lieskovský – Slovak Radio Records
- 2003 Vok a hostia, English is easy – Pyramída
- 2001 Galatéka Roba Kazíka – Robo Kazík – RK Centrum Universa
- 2001 Ján Greguš a Yvette – Ján Greguš a Yvette Gregušová – RB, Rádio Bratislava
- 2000 Neúprosné ráno – Peter Lipa – Opus
- 1999 Il ballo delle civette – Ján Boleslav Kladivo – Mediálny inštitút
- 1998 La la la – Peter Lipa – Opus
- 1998 Das Darf Nicht Wahr Sein – Orchester Pavla Zajačka – Vivo-Ton
- 1998 Večer s tebou – Karol Malý – RB – vydavateľstvo Slovenského rozhlasu
- 1998 Meditatívna hudba I.–V – Orchester Pavla Zajačka
- 1997 Nekončím touto piesňou – Lýdia Volejníčková – RB, Rádio Bratislava
- 1997 Vianoce s Octet Singers – Orchester Pavla Zajačka – RB, Rádio Bratislava
- 1998 Láska z neba – Ján Greguš a Ivetka Gregušová – RB, Rádio Bratislava
- 1998 Sme dvaja – Jozef a Dodo Ivaškovci – RB, Rádio Bratislava
- 1997 Z melódií kvet – Juraj Fábry – RB, Rádio Bratislava
- 1997 Ó, otec môj – Jozef Ivaška – RB, Rádio Bratislava
- 1996 Hviezdny prach – Viktor Klemon – RB, Rádio Bratislava
- 1996 Ty si tá pravá – Otto Weiter – RB, Rádio Bratislava
- 1996 Rendezvous mit der Operette an der Donau – Jozef Ivaška – RB, Rádio Bratislava
- 1995 Repete Gala – Ena records
- 1995 Pre teba – Otto Weiter – RB, Rádio Bratislava
- 1995 Toto sólo patrí nám – Robo Kazík – RB, Rádio Bratislava
- 1995 Venované Vám – Robo Kazík – RB, Rádio Bratislava
- 1994 Vráť sa mi láska – Robo Kazík – RB, Rádio Bratislava
- 1993 Gefühle – Orchester Pavla Zajačka – Grüezi Verlag Carlo Brunner
- 1992 Koledy a modlitbičky – Orchester Pavla Zajačka
- 1992 Poker-Joker – Orchester Pavla Zajačka – Vivo-Ton
- 1982 Syntax – VV Systém – Opus
- 1978 Prima tip – Za-ja-ce – Opus

## spoluúčast – hudební skladby
- 2005 Funky nálada.sk – Papagáj – Zajace – MSP records
- 1995 Gala Repete – Júlia si čarovná – Karol Konárik – Ena records
- 1995 Hity 1975–1995 – Veronika – Karol Konárik – SQ Music (Orchester Pavla Zajačka)
- 1995 Hity 1975–1995 – Júlia si čarovná – Karol Konárik – SQ Music (Orchester Pavla Zajačka)
- 1995 Hity 1975–1995 – Kolombína – Karol Konárik – SQ Music (Orchester Pavla Zajačka)
- 1993 Repete 1 – Júlia si čarovná – Karol Konárik – H & V jumbo records